# SN 1054
SN 1054 (la supernova del Cangrejo) es una supernova que fue ampliamente vista en la Tierra en el año 1054.
Según astrónomos chinos y árabes, fue notoria a la luz del día durante 23 jornadas y visible 653 noches, a partir del 10 de julio de 1054 hasta el 12 de abril de 1056. Posiblemente se trató de una supernova tipo II.
Se cree que los pueblos indígenas americanos mimbres y anasazi, en el suroeste de lo que hoy es Estados Unidos, vieron y registraron a SN 1054. Los anasazi dibujaban símbolos misteriosos y observaban los desplazamientos solares. De su manufactura se cuenta con un petroglifo que podría representar un mapa del cielo, incluyendo este fenómeno celeste, en un risco de la comunidad Cañón del Chaco.
El remanente de supernova de SN 1054, constituido por los desechos expulsados durante la explosión, se llama nebulosa del Cangrejo. Está situada en una zona cercana a la estrella ζ Tauri. Alberga en su interior los residuos compactos de la estrella que explotó, un púlsar, llamado pulsar del Cangrejo (o PSR B0531+21). Esta nebulosa y el púlsar que contiene forman la estructura astronómica más estudiada fuera del sistema solar, entre otras cosas porque es una de las raras supernovas en las que la fecha de la explosión es perfectamente conocida, y que estos dos objetos se encuentran entre los más brillantes de sus respectivas categorías. Por estos motivos, y a causa del papel importante que ha tenido en la época moderna, SN 1054 es la supernova histórica más célebre de la historia de la astronomía.
La nebulosa del Cangrejo es fácilmente observabable por los astrónomos amateurs gracias a su fuerte luminosidad, y fue catalogada muy pronto por los astrónomos profesionales, antes de que su naturaleza real fuese comprendida e identificada. Cuando el astrónomo francés Charles Messier esperaba el retorno del cometa Halley en 1758, confundió la nebulosa del Cangrejo con el cometa, ya que ignoraba su existencia; en respuesta a su error, se propuso realizar un catálogo de objetos nebulosos no cometarios, el catálogo Messier con el fin de evitar estos errores en el futuro. La nebulosa figura así en el primer lugar del catálogo, bajo la referencia M1.

## Colección de los testimonios históricos
SN 1054 forma parte de las ocho supernovas galácticas de las que testimonios escritos que describían la explosión han llegado hasta nosotros y han sido identificadas como tales. En el siglo XIX, los astrónomos modernos comenzaron a interesarse en estos testimonios históricos, que censaron, compilaron y estudiaron, en el marco de acceso en sus investigaciones sobre las novas y los cometas recientes, y posteriormente sobre las supernovas
Los primeros en intentar una compilación sistemáticas de los testimonios de Extremo Oriente fueron los miembros de la familia Biot: el sinólogo Édouard Biot traducía a su padre, el astrónomo Jean-Baptiste Biot, los pasajes del tratado de astronomía la enciclopedia china en 348 volúmenes, el Wenxian Tongkao
Casi 80 años más tarde, en 1921, Knut Lundmark emprendió una tarea similar basándose sobre un número más grande de fuentes. En 1942, Jan Oort, convencido de que la nebulosa del Cangrejo era la estrella invitada de 1054 descrita por los chinos, pidió a un compatriota sinólogo Jan Julius Lodewijk Duyvendak, que le ayudara a compilar nuevos testimonios relativos a la observación de este evento.

## Documentos autentificados

### China
Los astros que aparecían temporalmente en el cielo fueron llamados de modo genérico " estrellas invitadas " por los astrónomos chinos. La estrella invitada de 1054 apareció durante el reinado del emperador Renzong de la dinastía Song (960-1279). Según las costumbres, el reinado del emperador estuvo dividido en varias "eras", y la que cubre el año 1054 es la era llamada "Zhihe" (1054-1056). Es para finales del " primer año de la era " Zhihe " que sistemáticamente es mencionado en los documentos chinos el año que corresponde al año 1054 del calendario occidental. La siguiente era, denominada "Jiayou", comenzó en 1056.
Seis testimonios provenientes de China relatan la observación del fenómeno. Como la casi totalidad de los testimonios relativos a las estrellas invitadas, ninguno de ellos es de primera mano: el más antiguo se remonta a casi un siglo después de la aparición del astro. Algunos de estos testimonios están muy bien conservados, y permiten reconstituir las informaciones esenciales relativas a la observación de la explosión.

#### Wenxian Tongkao
El Wenxian Tongkao es la primera fuente conocida por los astrónomos occidentales. Fue traducido por Édouard Biot en 1843. Esta fuente, compilada por Ma Duanlin hacia el año 1280, es relativamente breve. El texto indica:

Era Zhihe del reino, primer año, quinto mes lunar, día jichou. Una estrella invitada ha aparecido al sudeste de Tianguan, puede estar a varias pulgadas de distancia. Después de más de un año, se dispersó y desapareció.

#### Xu Zizhi Tongjian Changbian
El Xu Zizhi Tongjian Changbian, obra que relata el periodo 960-1126 y siendo realizado durante unos cuarenta años por Li Tao (1114-1183), contiene el testimonio más antiguo chino relativo a la observación del astro. Fue redescubierto en 1970 por el especialista de la civilización chinca Ho Peng Yoke y sus colaboradores.
Es relativamente poco preciso en el caso de la explosión de SN 1054; He aquí una traducción aproximada:

Primer año de la era Zhihe (del emperador Renzong), quinto mes lunar, día yichou. Una estrella invitada ha aparecido al sudeste de Tianguan, puede estar a muchas pulgadas de distancia (de esta estrella

#### Song Huiyao
El Song Huiyao (literalmente "Documentos importantes de la dinastía Song) cubre el periodo 960-1220. Esta obra nunca fue terminada y fue publicada en estas condiciones en 1809 con el nombre de Song Huiyao Jigao (literalmente " esbozo de compilación de documentos importantes de la dinastía Song "). Este documento relata la observación de la estrella invitada, centrándose en los aspectos astrológicos, pero da varias informaciones importantes relativas a la duración de la visibilidad del astro, de día y de noche.

Era Zhihe, primer año, séptimo mes lunar, día 22. [...]  Yang Weide déclara : " Yo he observado humildemente que una estrella invitada ha aparecido; por encima hay una débil luz de color amarillo. Si se examinan las predicciones que conciernen al Emperador, la interpretación [de la presencia de la estrella invitada] es la siguiente: El hecho de que la estrella no hubiese invadido Bi y que su brillo fuese importante significa que representa a una persona de gran valor. Pido que esta" [interpretación] " le sea comunicada a la oficina de Historiografía. " Todos los funcionarios felicitaron al Emperador, que ordenó que sus felicitaciones fueran transmitidas a la oficina de Historiografía.
Primer año de la era Jiayou, tercer mes lunar, el director de la Oficina Astronómica dijo: " la estrella invitada ha desaparecido, lo que significa la salida del huésped [que ella representa]." Antes, durante el primer año de la era Zhihe, en el  quinto mes lunar, había aparecido al amanecer, en dirección este, haciendo guardia en Tianguan. Ha sido vista a la luz del día, como Venus. Tenía rayos por todas partes, y su color era blanco rojizo. En total, fue vista durante 23 días. "

#### Song Shi
El Song Shi representa los anuarios oficiales de la dinastía Song. El capítulo 12 ("anuarios") evoca la estrella invitada, no durante su aparición, pero si en el momento de su desaparición. La entrada correspondiente, en la fecha del 6 de abril de 1056 indica:

Era Jiayou, primer año, tercer mes lunar, día xinwei, el director de la oficina astronómica ha reportado que después del quinto mes lunar del primer año de la era Zhihe, una estrella invitada ha aparecido  al amanecer, en dirección este, haciendo guardia cerca de Tianguan. Posteriormente desapareció.

En el capítulo 56 ("Tratado astronómico") del mismo documento, la estrella invitada es evocada nuevamente en una parte dedicada a este tipo de fenómenos, centrándose esta vez en su aparición, y en términos muy próximos a los del  Wenxian Tongkao:

 Era Zhihe del reino, primer año, quinto mes lunar, día jichou. Una estrella invitada ha aparecido al sudeste de Tianguan,  puede estar a más pulgadas de distancia. Después de poco más de un año, ha desaparecido gradualmente.

#### Qidan Guozhi
Existe un testimonio proveniente del reino Kitán (norte de la actual China y Mongolia), cuando reinaba la dinastía Liao (907-1125). La obra en cuestión, el Qidan Guozhi, fue compilada por Ye Longli en 1247. Contiene diversas notas astronómicas, de las que un cierto número son claramente copiadas del "Song Shi". Aparentemente lo relativo a la estrella de 1054 parece sin embargo inédito:

Era Chongxi del reino [del rey Xingzong], vigésimo tercer año, octavo mes lunar, el dueño del reino murió. Antes había tenido lugar un eclipse de Sol al mediodía, y una estrella invitada había aparecido en Mao.El Gran Oficial de la oficina de Historiografía, Liu Yishou había dicho " son presagios que anuncian la muerte del rey. " Esta predicción se cumplió en efecto. "

### Interpretación de los testimonios chinos

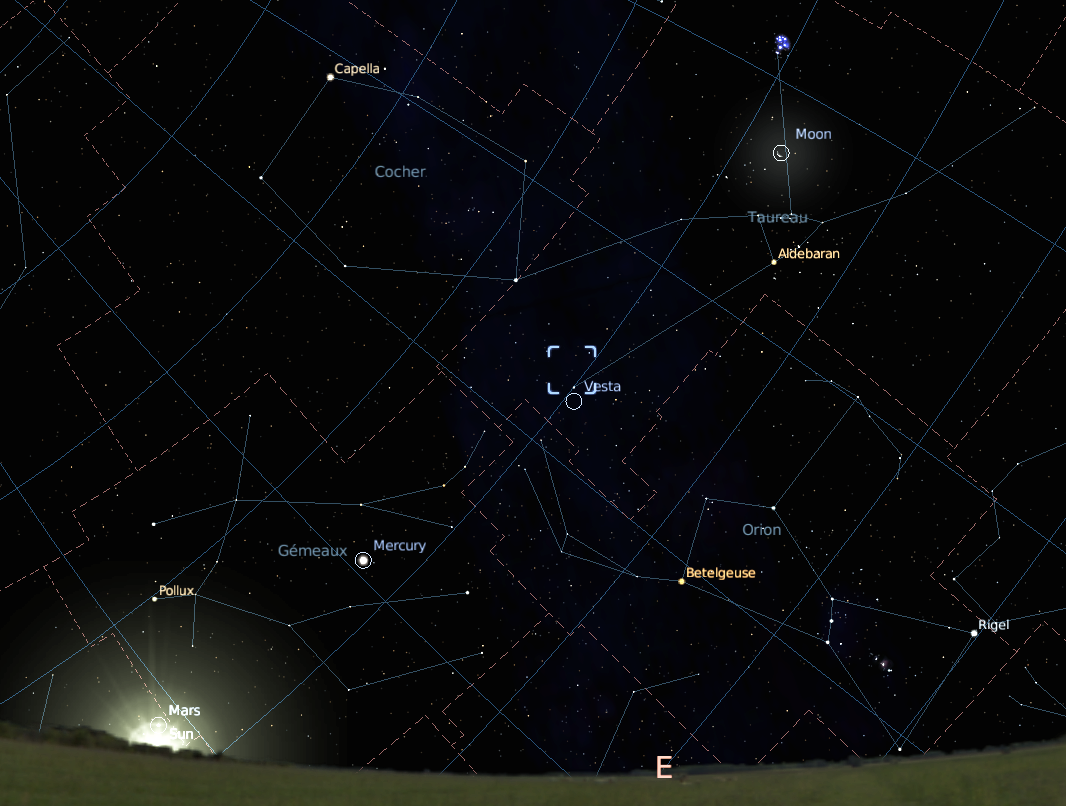
El cielo por la mañana del 4 el julio, fecha probable de la primera observación china de la supernova (cuadrado azul). La supernova salía de su conjunción con Sol, y se levantaba cerca de dos horas antes, siendo visible, durante una parte de este período y del día. Vista de la aplicación Stellarium.

Tres de estos testimonios emanan manifiestamente de la misma fuente: Estos son los de "Wenxian Tongkao", de "Xu Zizhi Tongjian Changbian", y del capítulo 56 de "Songshi", quienes le contienen la evaluación completa de la distancia angular de la estrella a "Tianguan" según la fórmula " posiblemente a varios pulgadas de distancia ". Estos tres documentos presentan sin embargo un desacuerdo aparente sobre la fecha de aparición de la estrella. Dos mencionan el día jichou, y el tercero, el Xu Zizhi Tongjian Changbian, el día yichou. Estos términos se refieren al ciclo sexagesimal chino, correspondiente respectivamente a los números 26 y 2 del ciclo, que corresponden, dentro del contexto donde son citados, respectivamenta a los días 4 de julio y 10 de junio. Esta última fecha está considerada errónea por varias razones. Por una parte, los términos yichou y jichou difieren en uno solo de sus caracteres, el primero, y estos caracteres son muy similares, yichou y jichou se escriben respectivamente 乙丑 y 己丑, porque lo que es factible de que se trate de un error tipográfico en el momento de la transcripción. Por otro lado, las entradas de "Xu Zizhi Tongjian Changbian " siguen una orden cronológico muy estricto, y las entradas precedentes se refieren también al ciclo sexagesimal chino, que conciernen a los días yiyou (22) y  bingxu (24), mientras que las entradas posteriores conciernan a los días yiwei (32, formando parte del sexto mes lunar), bingshen (33), y posteriormente renyin (39). En este contexto, parece más probable que la mención de yichou sea un error en la transcripción más que de una mala colocación cronológica de la entrada.

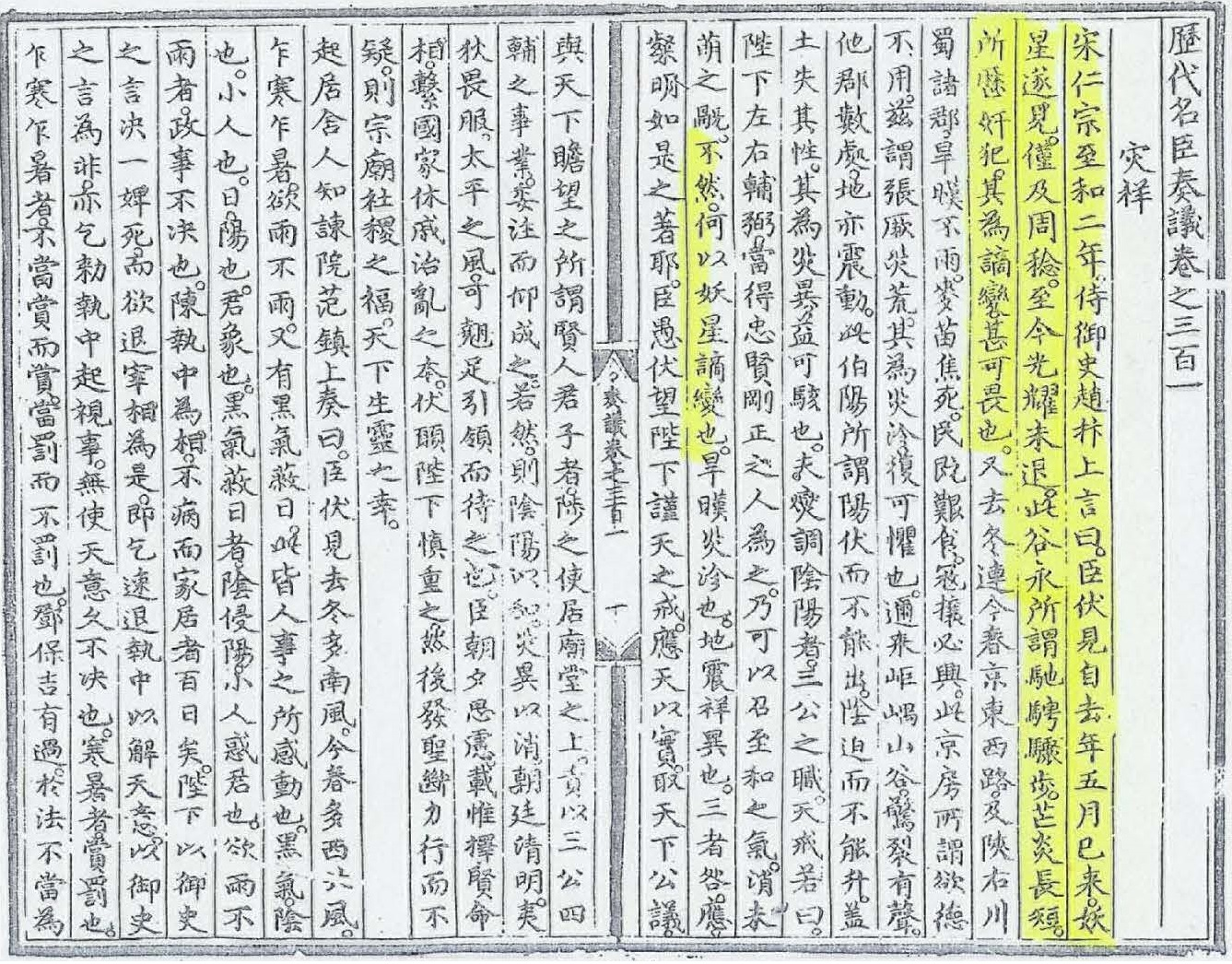
Estrella invitada identificada como la supernova de 1054 en las páginas del Lidai mingchen zouyi (歷代名臣奏議), que data de 1414.

La duración de la visibilidad es citada explícitamente en el capítulo 12 del Songshi, y de forma menos precisa, en el Song Huiyao, la última visibilidad corresponde a la fecha del 6 de abril de 1056, lo que hace que un periodo de visibilidad muy largo, que alcanzó los 642 días. Está duración es corroborada por el Wenxian Tongkao y el capítulo 56 del Songshi. El Song Huiyao evoca una duración de visibilidad de 23 días solamente, pero después de haber mencionado la visibilidad a la luz del día del astro. Este período de 23 días se aplica con toda seguridad a la visibilidad a la luz del día del astro.
Los testimonios del Qidan Guozhi hacen alusión a los acontecimientos astronómicos notables que precedieron la muerte del rey Xingzong. Los diferentes documentos históricos permiten situar la muerte del emperador Xingzong el 28 de agosto de 1055, durante el octavo mes lunar del vigésimo-cuarto ( y no vigésimo-tercero) año de su reinado. Los datos de dos eventos astronómicos mencionados ( el eclipse y la aparición de la estrella invitada) no están especificados, pero con mucha seguridad, preceden por poco al anuncio de defunción (dos o tres años máximo). Dos eclipses de Sol que precedieron por poco esta fecha fueron visibles en el reino Kitán, el 13 de noviembre de 1053 y el 10 de mayo de 1054. De estos, solo uno se produjo hacia el mediodía, el del 13 de noviembre, también parece probable que sea el que el documento menciona. En cuanto a la estrella invitada, según su localización, aproximadamente, corresponde a la constelación china Mao. Esta constelación está situada ligeramente al este del lugar donde apareció la estrella evocada por los otros testimonios (ver sección Localización general del acontecimiento a continuación). Como ningún otro acontecimiento astronómico notable conocido sobrevino en esta región del cielo durante los dos años que precedieron a la muerte de "Xingzong", parece probable que el texto efectivamente se refiera a la estrella de 1054.
La localización de la estrella invitada puede deducirse de la mención " al sudeste de Tianguan, puede estar a varias pulgadas de distancia", que dejó sin embargo mucho tiempo perplejo a los astrónomos modernos, dado que si "Tianguan" está considerado más o menos unánimemente como correspondiente a la estrella ζ Tauri, la nebulosa del Cangrejo, claramente nacida de una explosión estelar con una antigüedad de unos 1000 años, y candidato natural para esta estrella invitada, no está situada al sudeste, sino al noroeste de esta estrella.(ver sección Localización general del acontecimiento más abajo)

### Japón

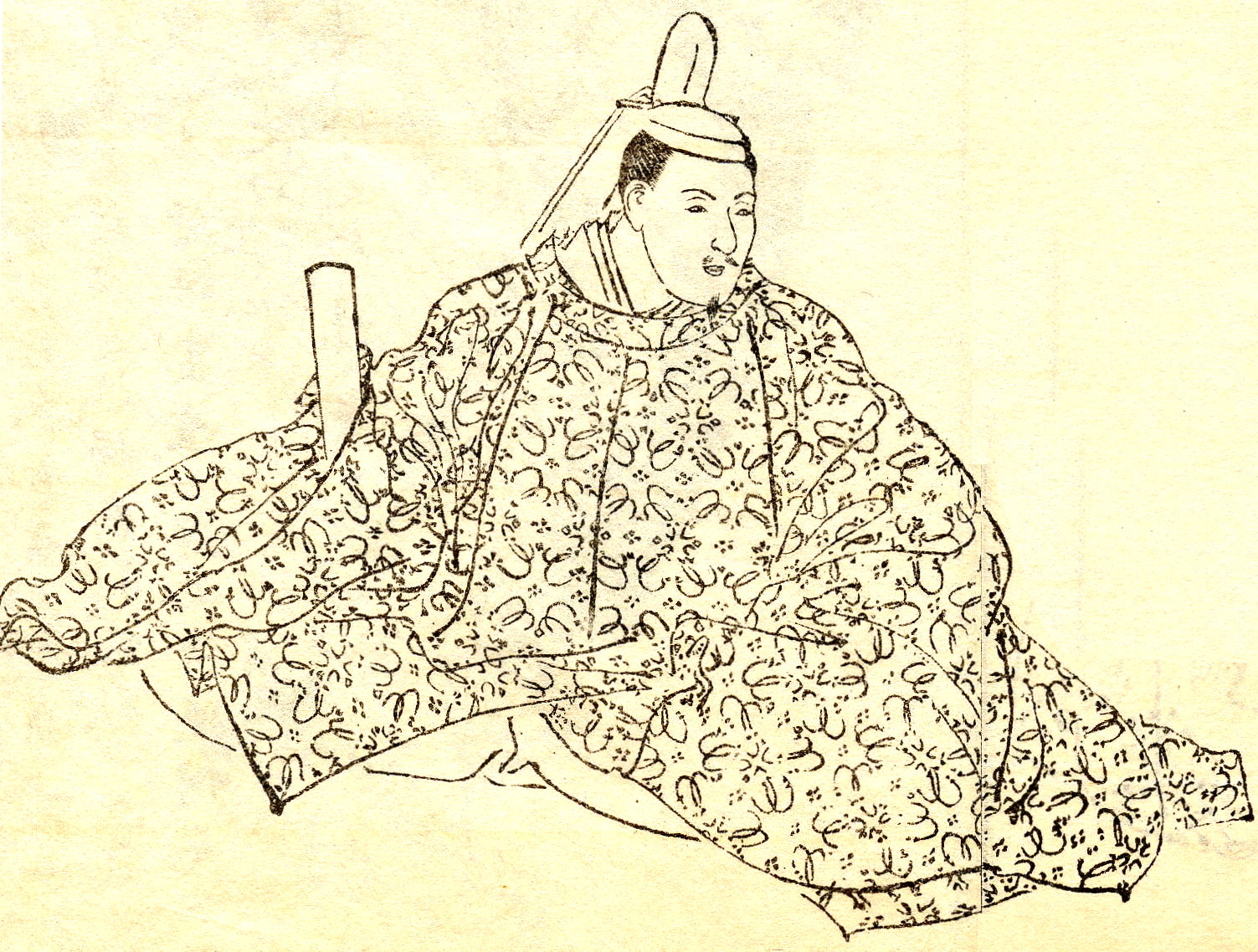
Fujiwara no Teika, más conocido por sus obras literarias que por su interés por la astronomía, dio sin embargo el documento descriptivo japonés más detallado de la supernova de 1054.

Tres textos procedentes de Japón mencionan la estrella invitada. El más detallado es el de Meigetsuki. Uno de los otros dos, menos preciso, podría haber sido extraído del primero, o en todo caso compartir con él un origen común. El último testimonio, extremadamente breve, da muy pocas información.

#### Meigetsuki
El poeta y cortesano japonés Fujiwara no Teika (1162-1241) menciona la estrella invitada de 1054 en su célebre diario íntimo, el Meigetsuki. Su interés por las estrellas invitadas parece fortuito, y fue motivado por la observación de un cometa en diciembre de 1230, que le incitó a buscar testimonios más antiguos sobre estrellas invitadas, entre las que se encuentran SN 1054 (así como SN 1006 y SN 1181, las dos otras supernovas históricas del principio del segundo milenio). La entrada relativa a SN 1054 puede traducirse así:

Era Tengi del emperador Go-Reizei, segundo año, cuarto mes lunar, después del periodo medio de diez días. En la hora doble chour, una estrella invitada ha aparecido en los grados de las constelaciones lunares Zuixi y Shen. Se la ha visto emerger al este de Tianguan. Es además más grande que Júpiter.

La fuente utilizada por Fujiwara no Teika se desconoce, pero parece haberse basado, por todos los acontecimientos astronómicos que el relata, en documentos de origen japonés. La fecha que da corresponde a priori a la tercera parte de diez días del mes lunar mencionado, que corresponde al periodo que va del 30 de mayo al 8 de junio de 1054 del calendario juliano, casi un mes antes que los documentos chinos. Esta diferencia se atribuye normalmente a un error en el mes lunar (cuarto en lugar del quinto). La localización de la estrella invitada, a medio camino de las constelaciones lunares de Shen y Zuixi, corresponde a lo que se esperaría para un astro que apareciera en las cercanías de Tianguan.

#### Ichidai Yoki
Existe otro testimonio, extraído del Ichidai Yoki, documento anónimo compilado probablemente en el transcurso del siglo XIV. Describe la estrella en términos muy similares a los del Meigetsuki, aunque omitiendo varios detalles (hora de aparición, y datos del mes lunar posiblemente erróneos). Sin embargo, está presente la comparación con Júpiter, aunque puede ser incorrecta del mismo modo que el mes. Además, el corto texto tiene numerosos errores tipográficos, particularmente sobre el segundo carácter de Tianguan. Todo esto hace pensar que el testimonio proviene de la misma fuente que el Meigetsuki del que podría haber sido copiado.

#### Dainihonshi
Finalmente, un texto aún más corto está presente en el tratado astronómico de Dainihonshi (literalmente "Historia del Gran Japón"). El texto se puede traducir como:

Era Tengi del Emperador Go-Reizei, segundo año, cuarto mes lunar.Una estrella invitada ha sido vista.

Esta brevedad contrasta con las descripciones más detalladas de las estrellas invitadas (supernovas de hecho) de 1006 y 1181. La razón de los pocos detalles de la entrada de 1054 se desconoce. Del mismo modo que las otras dos menciones japonesas de las estrella, cita también el cuarto mes y no el quinto.

### Interpretación de los testimonios japoneses

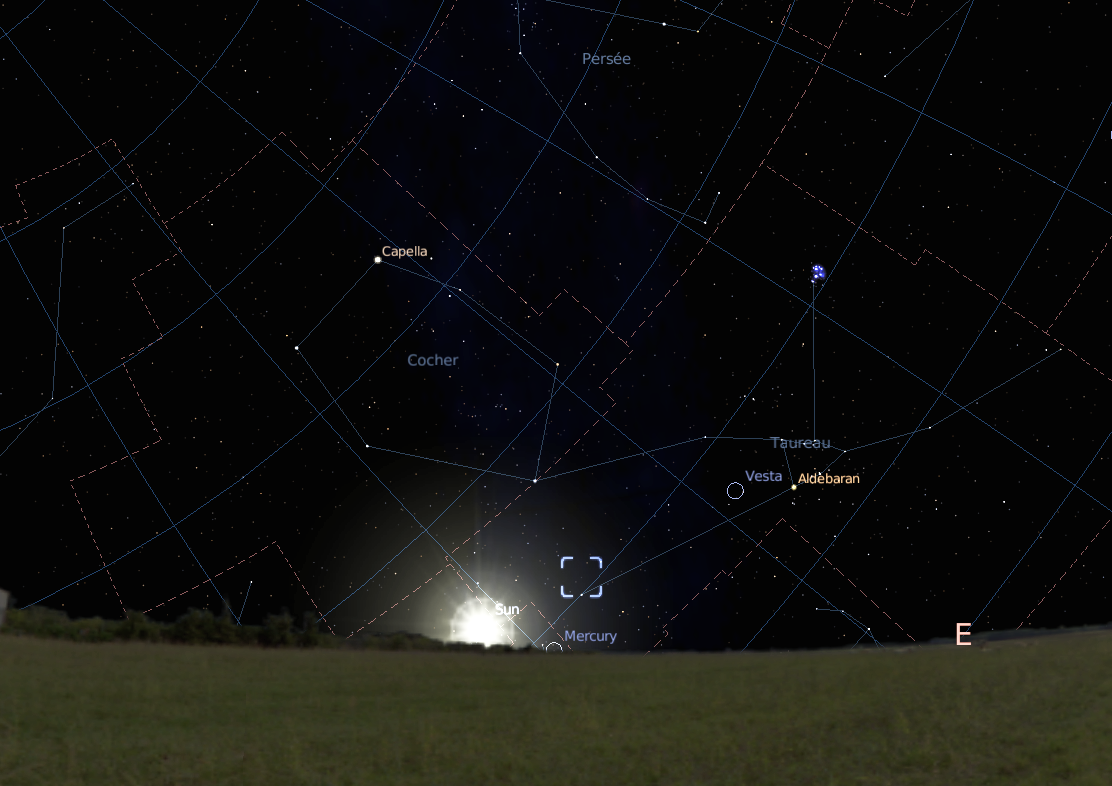
El cielo, en la mañana del 4 de junio, fecha posible de la primera observación japonesa de la supernova (en el cuadrado azul) sinos fiamos de los documentos existentes. La supernova era probablemente imposible observar, cualquiera que hubiera sido su luminosidad, a causa de su gran proximidad con Sol.

Los tres documentos concuerdan en el mes de observación, correspondiente al cuarto mes lunar, es decir un mes antes que los textos chinos.  Cualquiera que sea la fecha exacta en el curso de este mes, parece sin embargo haber una contradicción entre este período y la observación de la estrella invitada: Es en el transcurso de este período se efectuó la conjunción entre el astro y el Sol, haciendo su observación de noche (como de día, por otra parte) imposible. Esta incompatibilidad de fechas fecha además es reforzada por un detalle del "Meigetsuki": la mención de la hora doble de observación "chou" corresponde al período 1h-3h de en tiempo solar, o sea mucho tiempo antes de la subida del Sol, que sería imposible si la estrella invitada estuviera en conjunción con Sol, ya que se elevaría entonces muy poco tiempo antes de este última. El conjunto de los testimonios chinos y japoneses puede renconciliarse en cambio si se considera que hay error sobre el mes de observación en los documentos japoneses. El hecho de que todas las fuentes japonesas tengan el mismo error se interpreta por el hecho de que provienen de una misma fuente, lo que parece bastante claro en las dos primeras citadas. La duda sobre el mes de observación habría podido ser superada si hubiera figurado, además del mes de observación, el día determinado por el ciclo sexagesimal chino, pero éste no está especificado en los documentos japoneses. A la inversa, el día de ciclo de los documentos chinos es compatible con el mes que dan, reforzando la idea de que es el mes de los documentos japoneses el que es erróneo. Por el contrario, los estudios de otras supernovas medievales (SN 1006 y SN 1181) revelan una gran proximidad en las fechas de descubrimiento de la estrella invitada en China y Japón, aunque se basan en fuentes claramente diferentes. Considerar la mención del cuarto mes lunar como exacta volvería entonces a imaginar que, para aquel acontecimiento, los japoneses habrían adelantado ampliamente a sus colegas chinos, para lo que no hay razón aparente.
Los documentos japoneses no especifican la visibilidad del astro a pleno día, pero lo comparan con Júpiter, que es visible a la luz del día, y existen los informes de observaciones diurnas en los documentos astronómicos contemporáneos del mundo chino. La visibilidad a la luz del día relatada en los textos chinos se encuentra reforzada, y es coherente con una duración de visibilidad moderada, indicando que el astro no tuvo sin duda mucho tiempo de brillo para ser observada a la luz del día, pero se benefició de unas condiciones de observación favorable (una estrella visible a la salida del sol es relativamente fácil de detectar, su posición se conoce a medida que el fondo del cielo se vuelve cada vez más luminoso).

### Corea
Ningún testimonio de observación de SN 1054 procedente de Corea ha llegado hasta nosotros.  Este hecho tiene probablemente como origen la ausencia completa de informes astronómicos para el año 1054 en las crónicas oficiales que relatan esta época, el Koryo-sa. Lo mismo ocurre para el año 1055, en contraste con los años 1052 y 1053 que contienen un número elevado de entradas relativas a la astronomía. El Koryo-sa habiendo sido compilado en 1451. Resulta probable que en aquella época, los eventuales documentos que trataban sobre acontecimientos astronómicos observados en 1054 se hubiesen perdido. No se ha encontrado ningún otro documento coreano en relación con la estrella invitada de 1054.

### Mundo árabe
Tradicionalmente, los astrónomos del mundo árabe se interesaban más por los fenómenos cíclicos y previsibles que por los fenómenos inesperados del tipo " estrella invitada ", sufriendo posiblemente la influencia aristoteliana que afirmaba la inmutabilidad de los cielos, los cometas y otras novas , siendo considerados acontecimientos atmosféricos y no astronómicos. Este hecho podría explicar el escaso número de menciones a " estrellas invitadas ", término que por otra parte no posee equivalente en la Europa medieval o en el mundo árabe. Si la supernova de 1006, notablemente más brillante, es mencionada por varios cronistas árabes, no existe ningún testimonio árabe que relate la observación de la discreta supernova de 1181. De la de 1054 , de luminosidad intermedia, solo se ha encontrado un testimonio. Este testimonio, descubierto en 1978, es el de un médico cristiano nestoriano, Ibn Butlan, retranscrito en Uyun al-Anba, obra compilada por Ibn Abi Usaybi'a  (1194-1270), a mediados del siglo XIII. El pasaje en cuestión es el siguiente :
"Volví a copiar lo que sigue de un testimonio escrito de su propia mano " [la de Ibn Butlan] " El explica:  una de las epidemias más célebres de nuestro tiempo es la que se produjo cuando una estrella espectacular apareció en " signo zodiacal de " Géminis, en el año 446 calendario musulmán. En otoño de aquel año, catorce mil personas fueron enterradas a Constantinopla. Más tarde, durante el verano 447, la inmensa mayoría de la gente de Fustat [El Cairo] así como todos los extranjeros murieron ". [Ibn Butlan] continua : " Mientras esta estrella espectacular apareció en el signo de Géminis [...], causó el comienzo de la epidemia de Fustat, cuando el caudal del Nilo estaba bajo,  en 445. " "
Los tres años citados (445, 446, 447) corresponden respectivamente a las épocas del 23 de abril de 1053, 11 de abril de 1054, y 12 de abril de 1054- 1 y 2 de abril de 1055- 20 de marzo de 1056. Hay una clara incoherencia en los años de aparición del astro, inicialmente anunciada en el año 446, y posteriormente en el año 445. Este problema está resuelto en otras entradas de la obra, que especifican bastante detalladamente que el caudal del Nilo era bajo en 446. Este año del calendario musulmán, que se extendió del 12 de abril de 1054 al 1 de abril de 1055, es compatible con la aparición del astro en julio de 1054, al igual que su (hay que reconocer que algo vaga) ubicación en el signo zodiacal de Géminis (que, debido a la precesión de los equinoccios, cubre la parte oriental de la constelación de Tauro). La fecha del acontecimiento en el seno del año 446 es difícil de determinar, pero la mención del nivel del Nilo evoca el período que precede su crecida anual, que tiene lugar en verano.